# Șerbănești (gmina)
Șerbănești – gmina w Rumunii, w okręgu Aluta. Obejmuje miejscowości Strugurelu, Șerbăneștii de Sus i Șerbănești. W 2011 roku liczyła 2902 mieszkańców.